# 2010-es MTV World Stage VMAJ
A 2010-es MTV World Stage VMAJ-t május 29-én rendezték meg a tokiói Jojogi Nemzeti Sportcsarnokban. A jelöltek listáját 2010. március 31-én tették közzé. Lady Gaga öt jelölést, míg Jay-Z, Alicia Keys, a The Black Eyed Peas, Amuro Namie, Kató Miliyah és Juju három jelölést kapott. Az Exile új rekordot állított be a rendezvényen: egymást követő három évben is három díjat nyert meg.

## Jelöltek
A nyertesek félkövérrel.

### Az év videója
Exile – Futacu no Kucsibiru
- Amuro Namie – Fast Car
- Ayaka – Minna Szora no Sita
- Alicia Keys – Doesn’t Mean Anything
- Lady Gaga – Poker Face

### Az év nagylemeze
Exile – Aiszubeki Mirai e
- Namie Amuro – Past Future
- The Black Eyed Peas – The E.N.D.
- Green Day – 21st Century Breakdown
- Superfly – Box Emotions

### Legjobb férfi videó
Simizu Sóta – Ucukusiki Hibi Jo
- Jay’ed – Everybody
- Jay-Z (közreműködik Alicia Keys) – Empire State of Mind
- Kreva – Sunkan Speechless
- Sean Paul – So Fine

### Legjobb női videó
Amuro Namie – Fast Car
- Ayaka – Minna Szora no Sita
- Kimura Kaela – Butterfly
- Lady Gaga – Poker Face
- Rihanna – Russian Roulette

### Legjobb csapatvideó
TVXQ – Share the World
- Backstreet Boys – Straight Through My Heart
- The Black Eyed Peas – I Gotta Feeling
- Remioromen – Kacsófúgecu
- Tokyo Incidents – Nódóteki Szanpunkan

### Legjobb új előadó
Big Bang – Gara Gara Go!
- Abe Mao – Icu no Hi mo
- Keri Hilson (közreműködik Kanye West és Ne-Yo) – Knock You Down
- Taylor Swift – You Belong With Me
- The Telephones – Monkey Discooooooo

### Legjobb rock videó
Superfly – Dancing on the Fire
- 9mm Parabellum Bullet – Inocsi no Zenmai
- Green Day – Know Your Enemy
- Muse – Uprising
- Radwimps – Osakansama

### Legjobb pop videó
Big Bang – Koe vo Kikaszete
- Ikimono-gakari – Yell
- Koda Kumi – Lick Me
- Leona Lewis – Happy
- Pink – Please Don’t Leave Me

### Legjobb R&B videó
Kató Miliyah – Aitai
- Chris Brown – Crawl
- Jasmine – Sad to Say
- Juju (közreműködik Jay’ed) – Asita ga Kuru Nara
- Alicia Keys – Doesn’t Mean Anything

### Legjobb hiphopvideó
Kreva – Sunkan Speechless
- Eminem – We Made You
- Flo Rida (közreműködik Kesha) – Right Round
- Jay-Z (közreműködik Alicia Keys) – Empire State of Mind
- Rhymester – Once Again

### Legjobb reggae videó
Han-Kun – Keep it Blazing
- Sean Kingston – Fire Burning
- Sean Paul – So Fine
- Pushim – My Endless Love
- Ryo the Skywalker – Kokoni Aru Ima vo Tomoni Aruki Daszou

### Legjobb dance videó
Lady Gaga – Poker Face
- Cos/Mes – Chaosexotica
- David Guetta (közreműködik Kelly Rowland) – When Love Takes Over
- La Roux – I’m Not Your Toy
- Perfume – One Room Disco

### Legjobb filmből összevágott videó
Juju és Jay’ed – Asita ga Kuru Nara (April Bride)
- Flumpool – Dear Mr. & Ms. Picaresque (MW)
- Leona Lewis – I See You (Avatar)
- Paramore – Decode (Alkonyat)
- Sónan no Kaze – Tomo jo (Drop)

### Legjobb közreműködés
W-inds (közreműködik G-Dragon) – Rain Is Fallin’
- Beyoncé (közreműködik Lady Gaga) – Video Phone
- Jay-Z (közreműködik Alicia Keys) – Empire State of Mind
- Juju és Jay’ed – Asita ga Kuru Nara
- Kató Miliyah (közreműködik Simizu Sóta) – Love Forever

### Legjobb karaoke dal
Kató Miliyah (közreműködik Simizu Sóta) – Love Forever
- The Black Eyed Peas – I Gotta Feeling
- Kimura Kaela – Butterfly
- Lady Gaga – Poker Face
- Nisino Kana – Motto...

## Különdíjak

### MTV ikon-díj
- Exile

### Legjobb rendezés
- Hirokazu Kodama

## Fellépők
- 2NE1 – Fire
- Big Bang – Gara Gara Go! / Hands Up
- Bradberry Orchestra – Love Check
- Exile – 24karats Stay Gold
- Kató Miliyah – Szajonara Baby / Bye Bye
- Kesha – Tik Tok / Your Love Is My Drug
- K’naan és Ai – Wavin’ Flag
- Superfly – Alright!! / Roll Over The Rainbow
- Taio Cruz – Break Your Heart
- W-inds – New World / Rain Is Fallin’

## Résztvevők
| - Chemistry - Cujosi Kitazava - DJ Kaori - Dream - Fukuhara Miho - Hirako Risza - Iconiq - Jay’ed - Joy - Juliet - License | - Masato - May J. - Minami Akina - Minmi - Scandal - Sónan no Kaze - Spontania - Tanaka Miho - Vanness Wu - Vakacuki Csinacu - Yu-A |